# Faberlic
АТ «Faberlic» — російська компанія прямих продажів, виробник косметики, одягу, аксесуарів, взуття та товарів інших категорій. Була заснована в 1997 році, під нинішньою назвою діє з 2001 року.

## Історія
Засновник компанії «Фаберлік» Олексій Нечаєв і її перший генеральний директор Олександр Даванков познайомилися в піонерському таборі, обидва закінчили Московський державний університет і разом почали займатися бізнесом. В середині 1990-х вони познайомилися з концепцією мережевого маркетингу і почали продавати за цією моделлю біологічно активні добавки та побутову хімію.
У 2001 році «Російська лінія» була перейменована в «Фаберлік», що може бути вільно переведено як «майстер над образом». За словами Нечаєва, перейменування знадобилося в зв'язку з виходом на іноземні ринки, де підприємцям була потрібна раніше не зареєстрована торгова марка з милозвучною назвою, що не припускає асоціацій з Росією.
У 2011 році відбулося об'єднання з компаніями Edelstar і Infinum, а в наступному році об'єднання з компанією Sengara.
У 2016 році до Faberlic приєдналися компанії Florange і Denas MS. У цьому ж році у співпраці з дизайнером Оленою Ахмадуліною компанія презентувала три колекції жіночого одягу.
У 2017 році відкрила власне швейне виробництво в місті Фурманов Івановської області. В цьому ж році компанія створила спільний проєкт з російським модельєром Валентином Юдашкіним і стилістом Олександром Роговим.
У 2019 Урядом міста Москви виробництву Faberlic було надано статус промислового комплексу.
В 2021 році до Faberlic приєднався французький виробничий комплекс BIOSEA.

## Діяльність
Компанія займається виробництвом різної продукції: косметика, парфумерія, побутова хімія, товари для дому, продукти харчування, товари для дітей, одяг, взуття та аксесуари, спідня білизна і колготки, товари для тварин.
У 2017 році компанією був заснований фонд підтримки освітніх і бізнес-проєктів «Капітани Росії» У 2020 році за підтримки Центру креативних індустрій МДУ ім. М. В. Ломоносова запустив власну школу моди і стилю. В цьому ж році компанією було запущено соціальні проєкти «Я-МАМА» і «Друг з притулку».

### Косметика та побутова хімія
Косметичне виробництво «Фаберлік» розташоване на Нікопольській вулиці в районі Бірюльово Західне в Південному адміністративному окрузі Москви.
З 2002 року в компанії функціонує власний Центр наукових розробок.
У 2004 році «Фаберлік» придбав розташовану неподалік від основного виробництва косметичну фабрику в Ступинському проїзді, побудовану в 1989 році для «Сореаля» — спільного підприємства «Мосбитхіма» і концерну L'Oréal. Близьке до компанії джерело «Комерсанта» оцінювало угоду в 10-15 мільйонів доларів, інвестиції в модернізацію виробництва — в 5-10 мільйонів. У 2010 році Олександр Даванков викупив частину майданчика у «Фаберлік» для організації власного проєкту — «Лабораторії індивідуальної косметики» під торговою маркою I.C.Lab.
На 2017 рік площа виробничих, офісних і складських приміщень підприємства становила 45 тисяч квадратних метрів. Там же розташований власний центр наукових розробок «Фаберлік». Штат підприємства — 855 осіб.
Компанія володіє власним косметичним виробництвом, де за даними на 2020 рік, виробляється більше ніж 150 млн одиниць косметичної продукції на рік.

### Парфумерія
В рамках виробництва парфумерії Faberlic співпрацює з відомими парфумерами. Починаючи з 2004 року, П'єр Бурдон створив для компанії 22 аромати, Бертран Дюшофур — 12, Дельфін Льобо — 19. Також співпрацює з такими парфумерами як Олів'є Креспо, Моріс Руссель, Тома Фонтен, Іліас Ерменідіс і багатьма іншими. У період з 2017 по 2019 рік було створено три аромати спільно з Ренатою Литвиновою.

### Одяг та аксесуари
Крім моделей власної розробки, «Фаберлік» випускає колаборації з відомими російськими дизайнерами. У 2016 році дизайнер Олена Ахмадуліна створила для «Фаберлік» три капсульні колекції. У тому ж році була випущена перша колекція шкільного одягу. На початку 2017 року компанія у співпраці з модельєром Валентином Юдашкіним випустила колекцію одягу, аксесуарів і парфумів. На Тижні моди в Москві в жовтні 2017 року колаборацію з «Фаберлік» представив стиліст Олександр Рогов. Крім того, в 2017 році компанія відкрила в петербурзькому творчому просторі Artplay власний інкубатор для дизайнерів одягу Faberlic Creative Bureau. Через конкурсні процедури компанія відібрала з 400 заявок 10 учасників очної освітньої програми для подальшої співпраці. В травні 2017 року компанія відкрила першу швейну фабрику в місті Фурманов Івановської області. В першу чергу в Фурманові було локалізовано виробництво жіночих водолазок спідньої білизни, піжам і колготок.

### Faberlic FMCG Accelerator
У травні 2016 року «Фаберлік» спільно з інвестиційною фірмою Global Venture Alliance відкрив корпоративний бізнес-акселератор Faberlic FMCG Accelerator. У 2016 році «Фаберлік» відібрав з 250 кандидатів 5 перспективних проєктів.

### Зелений рух Росії «ЕКА»
У 2010 році Faberlic створило "Зелений рух Росії «ЕКА» на чолі з комісаром руху «Наші» Мариною Кокоріною. За підтримки компанії учасниками руху було висаджено понад 10 000 000 дерев.

## Компанія

### Власники та керівництво
У перші роки існування «Фаберлік» Нечаєв інвестував в компанію два мільйони власних доларів і мільйон позикових і до 2000 року був єдиним власником компанії. У 2000 році Олександр Даванков, який займався операційним управлінням, реалізував опціон на 10 % «Фаберлік». У 2010 році він обміняв свою частку на частину виробничого майданчика підприємства в Ступинському проїзді. В результаті угоди Олексій Нечаєв став власником понад 99 % компанії: як зізнається сам підприємець, власником 1 акції «Фаберлік» є його дочка Дарина Нечаєва. З 1 березня 2020 року Нечаєв і Даванков — засновники та керівники політичної партії «Нові люди».

### Фінансові показники
За даними РБК, виручка «Фаберлік» в 2016 році склала 23 млрд рублів. 12,96 млрд виторгу принесли продажі косметики та парфумерії, ще 4,8 млрд — одягу та аксесуарів, на товари для дому і здоров'я прийшлося 3,23 млрд, близько 390 млн склали інші доходи.

## Нагороди та премії
- З 2006 року «Фаберлік» входить до світового рейтингу ТОП-100 найбільших парфюмерно-косметичних компаній за версією видання Women's Wear Daily [en], де є єдиним представником Росії. У 2015 році компанія також зайняла 3 місце в списку найбільших косметичних компаній, складеному WDD.
- У 2010—2014 та 2017 роках «Фаберлік» входив в список найбільших косметичних компаній, що був складений журналом Direct Selling News. У роки компанія зайняла 48 місце в рейтингу із заявленим виторгом в 365 мільйонів доларів за підсумками 2016 року[23].
- У 2015—2017 роках «Фаберлік» ставав лауреатом премії «Права споживачів і якість обслуговування» в категорії товарів народного споживання, а в 2017 році — також в категорії «Вибір споживачів»[24][25].
- У 2014—2016 роках продукція «Фаберлік» була відзначена кількома нагородами національної премії «Моя косметика», спільно заснованою Російською парфюмерно-косметичною асоціацією спільно з косметичною виставкою Intercharm.[джерело?]
- Колекція Faberlic by Alena Akhmadullina була відзначена премією PROfashon Awards 2016 номінації «Fashion-колаборація року» з коментарем «за створення доступної колекції від російського дизайнера»[26].
- 13-е місце в рейтингу найбільш швидкозростаючих компаній Росії, за версією РБК[27].
- Компанія займає 31 місце в світовому рейтингу компаній прямих продажів за підсумками 2020 року (за версією DSN)[28].
- Faberlic став брендом № 1 з продажу губної помади в Росії в 2020 році (за даними Romir scan Panel: рейтинг брендів на підставі продажів губної помади в Q3 2020)[29].